# Wolfgang S. Zechmayer
Wolfgang Sebastian Zechmayer (* 11. Februar 1962 in Wien) ist ein österreichischer Film- und Fernsehschauspieler.

## Leben
Zechmayer hatte seine erste Nebenrolle als Jugendlicher in Peter Patzaks Fernsehfilm Glückssachen (1977) und eine erste kleine Rolle als Student im Fernsehfilm Julius Tandler (1985), ebenfalls von Patzak.
Danach absolvierte er seine Schauspielausbildung von 1981 bis 1986 am Lee Strasberg Theatre and Film Institute in New York City, wo er Workshops bei Lee Strasberg, Anthony Quinn, Bob Fosse, Uta Hagen, Al Pacino und David Proval besuchte. Nach einer weiteren kleinen Rolle in Fred Williamsons und Alain Zaloums Actionthriller Dangerous Action (Originaltitel: South Beach; 1993) war er ab 1994 in zahlreichen TV- und Kinoproduktionen zu sehen.
Zechmayer ist Mitglied in der Screen Actors Guild und lebt mit Hauptwohnsitz in Berlin.

## Filmografie (Auswahl)
- 1977: Glückssachen
- 1985: Julius Tandler
- 1994: Hasenjagd – Vor lauter Feigheit gibt es kein Erbarmen (Regie: Andreas Gruber)
- 1998: Helden in Tirol (Regie: Niki List)
- 1998: Mörderisches Erbe – Tausch mit einer Toten (Regie: Peter Patzak)
- 1998: Kubanisch rauchen (Regie: Stephan Wagner)
- 1999: Die Entführung (Regie: Peter Patzak)
- 2002: Gebürtig (Regie: Robert Schindel und Lukas Stepanik)
- 2002: Geliebte Diebin (Regie: Thomas Roth)
- 2003: Zutaten für Träume (Regie: Gordian Maugg)
- 2003: Der Solist – Kuriertag (Regie: Stephan Wagner)
- 2003: Richard Sorge – Spion aus Leidenschaft (Spy Sorge, Regie: Masahiro Shinoda)
- 2004: Im Zweifel für die Liebe (Regie: Wolfgang Murnberger)
- 2004: Silentium (Regie: Wolfgang Murnberger)
- 2004: Welcome Home (Regie: Andreas Gruber)
- 2005: … von wegen! (Regie: Norbert Keil)
- 2005: Polly Adler – Eine Frau sieht rosa (Regie: Peter Ily Huemer)
- 2006: Schöner Leben (Regie: Markus Herling)
- 2007: Paparazzo (Regie: Stephan Wagner alias „Alan Smithee“)
- 2007: Das 100 Millionen Dollar Date (Regie: Josh Broecker)
- 2008: Jump! (Regie: Joshua Sinclair)
- 2008: Der Besuch der alten Dame (Regie: Nikolaus Leytner)
- 2009: Bauernprinzessin III – In der Zwickmühle (Regie: Susanne Zanke)
- 2009: Ein halbes Leben (Regie: Nikolaus Leytner)
- 2010: Heimat zu verkaufen (Regie: Karl Kases)
- 2010: Das Glück ist eine Katze (Regie: Matthias Steurer)
- 2011: Tag und Nacht (Regie: Sabine Derflinger)
- 2011: Nach der Hochzeit bin ich weg! (Regie: Matthias Steurer)
- 2012: Die Schöne und das Biest (Regie: Marc-Andreas Bochert)
- 2013: Wenn es am schönsten ist (Regie: Johannes Fabrick)
- 2013: Als meine Frau mein Chef wurde … (Regie: Matthias Steurer)
- 2013: Nacht über Deutschland – Novemberpogrom 1938 (Regie: Peter Hartl und Gordian Maugg)
- 2014: Zwei allein (Regie: Stephan Wagner)
- 2015: Opa, ledig, jung (Regie: Markus Herling)
- 2015: Die weiße Schlange (Regie: Stefan Bühling)
- 2016: Hannas schlafende Hunde (Regie: Andreas Gruber)
- 2016: Handwerker und andere Katastrophen (Regie: Matthias Steurer)
- 2016: August in Berlin (Regie: Becky Smith)
- 2017: Somewhere in Tonga (Regie: Florian Schewe)
- 2018: Zerschlag mein Herz (Regie: Alexandra Makarová)
- 2019: Zwischen zwei Herzen (Fernsehfilm)
- 2022: McLenBurger – 100% Heimat (Fernsehfilm)
- 2023: Landkrimi – Steirerschuld (Fernsehreihe)
- 2024: Die stillen Mörder
- 2025: Wilma will mehr (Kinofilm)